# Touffréville
Touffréville és un municipi francès situat al departament de Calvados i a la regió de Normandia. L'any 2007 tenia 303 habitants.

## Demografia

### Població
El 2007 la població de fet de Touffréville era de 303 persones. Hi havia 112 famílies de les quals 28 eren unipersonals (24 homes vivint sols i 4 dones vivint soles), 44 parelles sense fills, 36 parelles amb fills i 4 famílies monoparentals amb fills.
La població ha evolucionat segons el següent gràfic:
Habitants censats

### Habitatges
El 2007 hi havia 139 habitatges, 115 eren l'habitatge principal de la família, 17 eren segones residències i 7 estaven desocupats. 112 eren cases i 6 eren apartaments. Dels 115 habitatges principals, 82 estaven ocupats pels seus propietaris, 26 estaven llogats i ocupats pels llogaters i 7 estaven cedits a títol gratuït; 2 tenien una cambra, 11 en tenien dues, 20 en tenien tres, 23 en tenien quatre i 59 en tenien cinc o més. 101 habitatges disposaven pel capbaix d'una plaça de pàrquing. A 52 habitatges hi havia un automòbil i a 51 n'hi havia dos o més.

### Piràmide de població
La piràmide de població per edats i sexe el 2009 era:
| Homes | Edats   | Dones |
| ----- | ------- | ----- |
| 0     | 95 o +  | 0     |
| 4     | 90 a 94 | 0     |
| 0     | 85 a 89 | 4     |
| 4     | 80 a 84 | 0     |
| 4     | 75 a 79 | 12    |
| 4     | 70 a 74 | 4     |
| 4     | 65 a 69 | 0     |
| 4     | 60 a 64 | 8     |
| 0     | 55 a 59 | 0     |
| 8     | 50 a 54 | 8     |
| 12    | 45 a 49 | 16    |
| 12    | 40 a 44 | 12    |
| 20    | 35 a 39 | 20    |
| 8     | 30 a 34 | 8     |
| 4     | 25 a 29 | 4     |
| 8     | 20 a 24 | 4     |
| 16    | 15 a 19 | 4     |
| 4     | 10 a 14 | 20    |
| 20    | 5 a 9   | 16    |
| 4     | 0 a 4   | 8     |

## Economia
El 2007 la població en edat de treballar era de 212 persones, 157 eren actives i 55 eren inactives. De les 157 persones actives 141 estaven ocupades (77 homes i 64 dones) i 16 estaven aturades (7 homes i 9 dones). De les 55 persones inactives 14 estaven jubilades, 21 estaven estudiant i 20 estaven classificades com a «altres inactius».

### Ingressos
El 2009 a Touffréville hi havia 103 unitats fiscals que integraven 273,5 persones, la mediana anual d'ingressos fiscals per persona era de 17.977 €.

### Activitats econòmiques
Dels 26 establiments que hi havia el 2007, 1 era d'una empresa extractiva, 2 d'empreses de fabricació d'altres productes industrials, 6 d'empreses de construcció, 3 d'empreses de comerç i reparació d'automòbils, 2 d'empreses d'hostatgeria i restauració, 1 d'una empresa d'informació i comunicació, 1 d'una empresa financera, 2 d'empreses immobiliàries, 4 d'empreses de serveis, 3 d'entitats de l'administració pública i 1 d'una empresa classificada com a «altres activitats de serveis».
Dels 7 establiments de servei als particulars que hi havia el 2009, 1 era un guixaire pintor, 2 fusteries, 1 lampisteria, 2 electricistes i 1 perruqueria.
L'únic establiment comercial que hi havia el 2009 era una peixateria.
L'any 2000 a Touffréville hi havia 8 explotacions agrícoles que ocupaven un total de 232 hectàrees.

## Poblacions més properes
El següent diagrama mostra les poblacions més properes.